# Jan Witwiński
Jan Witwiński herbu Prus III (ur. ok. 1585, zm. po 1648) – podstarości żytomierski, namiestnik kijowski.
Jan Witwiński pochodził z linii wołyńskiej rodziny Wieczwińskich herbu Prus III, która przyjęła na początku XVI wieku nazwisko Witwiński. 
Był synem Jana i Maruszy Deszkowskiej herbu Chorągwie Kmitów.
Otrzymał w 1618 r. nadanie Waczkowa w starostwie żytomierskim.
23 kwietnia 1627 roku uzyskał nominację na urząd podstarościego żytomierskiego z ramienia Janusza Tyszkiewicza. Od 13 marca 1643 do maja 1646 roku pełnił funkcję namiestnika kijowskiego.